# Gabinetto della Corea del Nord
Il Gabinetto di Stato (조선민주주의인민공화국 내각?, 朝鮮民主主義人民共和國 內閣?, Joseonminjujuuiinmingonghwagung naegakLR, Chosŏnminjujuŭiinmin'gonghwagung naegakMR) è, secondo la Costituzione della Corea del Nord, l'organo amministrativo esecutivo generale di gestione dello stato nel governo della Corea del Nord. Il quotidiano ufficiale è il Minju Choson.

## Storia

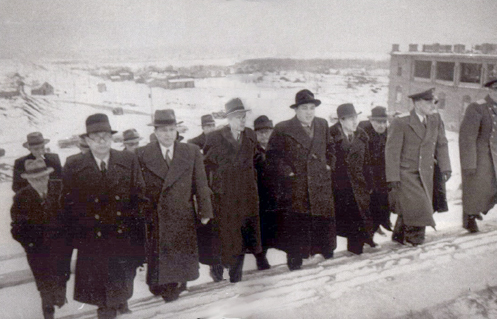
Il gabinetto, guidato da Kim Il-sung, in visita a Mosca nel 1949

Nella prima costituzione della Corea del Nord, adottata nel 1948, i poteri esecutivi erano conferiti al Gabinetto, presieduto da Kim Il-sung.

### Comitato centrale del popolo
il Gabinetto fu eliminato nella costituzione del 1972 con la creazione dell Comitato centrale del popolo e del Consiglio dell'amministrazione statale.
Il Comitato centrale del popolo (CCP) costituiva il più alto organo istituzionale del Paese ed era presieduto dal Presidente della Corea del Nord. secondo la costituzione del 1972, il CCP esercitava varie funzioni e poteri come la definizione delle politiche interne ed esterne dello stato, la direzione dei lavori del Consiglio di amministrazione e del comitato popolare provinciale, la supervisione del rispetto della costituzione, delle leggi e delle ordinanze dell'Assemblea Popolare Suprema, l'istituzione o abolizione di ministeri e organi esecutivi del Consiglio di amministrazione e la nomina o rimozione di vice premier, ministri e altri membri del Consiglio di amministrazione e anche la dichiarazione dello stato di guerra e l'emanare ordini di mobilitazione in caso di emergenza. L'articolo 104 conferiva al Comitato centrale del popolo l'autorità di adottare decreti e decisioni e di emanare direttive. Il Comitato centrale del popolo possedeva commissioni quali la Commissione della politica interna, la Commissione della politica estera, la Commissione nazionale della difesa e poteva crearne di nuove.
Al Comitato centrale del popolo era subordinato il Consiglio dell'amministrazione statale, composto da un presidente, dei vicepresidenti, dei ministri e altri membri ritenuti necessari. Era responsabile, con il Comitato statale per la pianificazione, della formulazione dei piani di sviluppo economico statale e delle misure per la loro attuazione, della preparazione del bilancio statale e della gestione di altre questioni monetarie e fiscali.
Nel 1982 l'Armata popolare coreana e il Ministero della sicurezza popolare furono assegnati direttamente al Presidente insieme alla Commissione Ispettiva di Stato.
Nel 1990, con una decisione del Comitato popolare centrale, la Commissione nazionale della difesa divenne completamente indipendente e gli emendamenti costituzionali del 1992 la assegnarono direttamente all'Assemblea popolare suprema. 

### Ripristino del Gabinetto
Nel 1998 gli emendamenti alla Costituzione abolirono il Comitato centrale del popolo e l'Amministrazione statale, mentre fu ricreato il Gabinetto come organo generale di gestione dello Stato. Enfatizzando il suo ruolo aumentato, Kim Jong-il affermò nel 1999:

## Descrizione
Il Gabinetto è l'organo amministrativo esecutivo generale di gestione dello stato nordcoreano. È formato da un Presidente (Premier), dei vicepresidenti, i ministri e altri membri e la sua durata corrisponde a quella dell'Assemblea popolare suprema.
Il premier del Gabinetto rappresenta il governo della Corea del Nord, organizza il lavoro del Gabinetto.
L'Assemblea popolare suprema elegge il Premier e, su raccomandazione di quest'ultimo, gli altri membri del Gabinetto. Quando l'Assemblea non è in sessione, il suo Presidium assume gli stessi poteri sul Gabinetto. Una volta eletto, il Premier giura la propria fedeltà allo Stato per conto del Gabinetto davanti all'Assemblea popolare suprema.
Il Gabinetto deve rispondere all'Assemblea popolare suprema e al suo Presidium.
Il Gabinetto convoca le riunioni plenarie e le riunioni del Comitato permanente. La riunione plenaria è composta da tutti i membri del gabinetto, mentre la riunione del Comitato permanente è simile a un presidium e comprende meno persone, inclusi il Premier, il vice premier e altri membri del Gabinetto nominati dal Premier.
Le riunioni plenarie deliberano e decidono su nuove e importanti questioni amministrative ed economiche, mentre il Comitato permanente delibera e decide sulle questioni sollevate dalla riunione plenaria.

### Poteri e responsabilità
In quanto ramo esecutivo dello stato nordcoreano, il gabinetto è responsabile dell'attuazione delle politiche economiche dello stato ma non è responsabile delle questioni relative alla difesa e alla sicurezza, in quanto gestite dalla Commissione per gli affari di Stato. Nell'adempimento del suo mandato, il Gabinetto è autorizzato dalla Costituzione a:
- Adottare misure per attuare le politiche statali;
- Adottare, emendare o integrare regolamenti sull'amministrazione dello Stato in base alla Costituzione e alle leggi;
- Dirigere il lavoro delle commissioni e dei ministeri del Gabinetto, degli organi posti direttamente sotto la sua autorità e dei comitati popolari locali;
- Istituire o abolire organi posti direttamente sotto la sua autorità, le principali organizzazioni economiche amministrative e imprese, nonché adottare misure per migliorare gli organi amministrativi statali;
- Redigere il piano statale per lo sviluppo dell'economia nazionale e adottare misure per implementarlo;.
- Compilare il bilancio dello Stato e adottare misure per implementarlo;
- Organizzare ed eseguire il lavoro nei settori dell'industria, dell'agricoltura, dell'edilizia, dei trasporti, delle poste e delle telecomunicazioni, del commercio interno ed estero, della gestione del territorio e delle città, dell'istruzione, della scienza, della cultura, del servizio sanitario, della cultura fisica e sportiva, dell'amministrazione del lavoro, della protezione ambientale, del turismo e altro;
- Adottare misure per rafforzare il sistema monetario e bancario;
- Ispezionare e controllare l'istituzione dell'ordine nell'amministrazione statale;
- Adottare misure per il mantenimento dell'ordine pubblico, proteggere le proprietà e gli interessi dello Stato e delle organizzazioni cooperative sociale e salvaguardare i diritti dei cittadini;
- Concludere trattati con paesi stranieri e condurre attività all'estero.
- Rescindere le decisioni e le direttive degli organi amministrativi ed economici contrarie alle decisioni e alle direttive del Gabinetto.

I ministeri del Gabinetto che sovrintendono ai settori economici controllano anche gruppi industriali chiamati "complessi", costituiti da strutture parzialmente o totalmente di proprietà statale come fabbriche, miniere o fattorie, a seconda del settore. A livello locale, il Gabinetto sovrintende ai Comitati Popolari Locali.
Il gabinetto emana atti sotto forma di decisioni e direttive.

### Commissioni, ministeri e comitati
Le commissioni e i ministeri del Gabinetto sono organi esecutivi dipartimentali che supervisionano e guidano il lavoro dei settori di competenza in maniera uniforme sotto la direzione del Gabinetto.
Organizzano inoltre riunioni dei comitati e dei quadri per deliberare e decidere su misure per l'implementazione di decisioni e direttive del Gabinetto o su altre questioni importanti.

## Composizione
A gennaio 2021, il Gabinetto è così costituito:
| Nome                   | Nome | Carica                                                       | Partito                     |
| Direzione              | Direzione | Direzione                                                    | Direzione                   |
| ---------------------- | --- | ------------------------------------------------------------ | --------------------------- |
|                        | Kim Tok-hun | Presidente                                                   | Partito del Lavoro di Corea |
| Pak Jong-gun           | Vicepresidente |                                                              | Partito del Lavoro di Corea |
| Jon Hyon-chol          | Vicepresidente |                                                              | Partito del Lavoro di Corea |
| Kim Song-ryong         | Vicepresidente |                                                              | Partito del Lavoro di Corea |
| Ri Song-hak            | Vicepresidente |                                                              | Partito del Lavoro di Corea |
| Pak Hun                | Vicepresidente |                                                              | Partito del Lavoro di Corea |
| Ju Chol-gyu            | Vicepresidente |                                                              | Partito del Lavoro di Corea |
| Kim Kum-chol           | Segretario generale |                                                              | Partito del Lavoro di Corea |
| Ministri               | |                                                              |                             |
|                        | Ri Son-gwon | Ministro degli affari esteri                                 | Partito del Lavoro di Corea |
| Kim Yu-il              | Ministro dell'industria dell'energia elettrica |                                                              | Partito del Lavoro di Corea |
| Jon Hak-chol           | Ministro dell'industria del carbone |                                                              | Partito del Lavoro di Corea |
| Kim Chung-gol          | Ministro dell'industria metallurgica |                                                              | Partito del Lavoro di Corea |
| Ma Jong-son            | Ministro dell'industria chimica |                                                              | Partito del Lavoro di Corea |
| Jang Chung-song        | Ministro delle ferrovie |                                                              | Partito del Lavoro di Corea |
| Kang Jong-gwan         | Ministro del trasporto terrestre e marittimo |                                                              | Partito del Lavoro di Corea |
| Kim Chol-su            | Ministro dell'industria mineraria |                                                              | Partito del Lavoro di Corea |
| Kim Chung-song         | Ministro dello sviluppo delle risorse naturali statali                                                                                                 |                                                              | Partito del Lavoro di Corea |
| Ko Kil-son             | Ministro dell'industria petrolifera |                                                              | Partito del Lavoro di Corea |
| Ju Chol-gyu            | Ministro dell'agricoltura |                                                              | Partito del Lavoro di Corea |
| Han Ryong-guk          | Ministro della silvicoltura |                                                              | Partito del Lavoro di Corea |
| Yang Sung-ho           | Ministro dell'industria meccanica |                                                              | Partito del Lavoro di Corea |
| Kang Chol-gu           | Ministro della costruzione navale |                                                              | Partito del Lavoro di Corea |
| Wang Chang-uk          | Ministro dell'industria energetica nucleare |                                                              | Partito del Lavoro di Corea |
| Kim Jae-song           | Ministro dell'industria elettronica |                                                              | Partito del Lavoro di Corea |
| Ju Yong-il             | Ministro delle poste e delle telecomunicazioni |                                                              | Partito del Lavoro di Corea |
| So Jong-jin            | Ministro dell'industria edilizia e dei materiali da costruzione                                                                                        |                                                              | Partito del Lavoro di Corea |
| Ri Hyok-gwon           | Ministro del Controllo statale della costruzione |                                                              | Partito del Lavoro di Corea |
| Jang Kyong-il          | Ministro dell'industria leggera |                                                              | Partito del Lavoro di Corea |
| Jo Yong-chol           | Ministro dell'industria locale |                                                              | Partito del Lavoro di Corea |
|                        | Ri Kang-son | Ministro dell'industria dei beni di consumo                  | Indipendente                |
|                        | Song Chun-sop | Ministro della pesca                                         | Partito del Lavoro di Corea |
| Ko Jong-bom            | Ministro della finanza |                                                              | Partito del Lavoro di Corea |
| Jin Kum-song           | Ministro del lavoro |                                                              | Partito del Lavoro di Corea |
| Yun Jong-ho            | Ministro delle relazioni economiche esterne |                                                              | Partito del Lavoro di Corea |
| Kim Kyong-jun          | Ministro della terra e della protezione ambientale Direttore dell'Ufficio supervisore della politica forestale della Commissione degli affari di Stato |                                                              | Partito del Lavoro di Corea |
| Im Kyong-jae           | Ministro della gestione urbana |                                                              | Partito del Lavoro di Corea |
| Mun Ung-jo             | Ministro dell'approvvigionamento e amministrazione alimentari                                                                                          |                                                              | Partito del Lavoro di Corea |
| Pak Hyok-chol          | Ministro del commercio |                                                              | Partito del Lavoro di Corea |
| Ri Kuk-chol            | Ministro dell'istruzione superiore |                                                              | Partito del Lavoro di Corea |
| Choe Kyong-chol        | Ministro della salute pubblica |                                                              | Partito del Lavoro di Corea |
| Sung Jong-gyu          | Ministro della Cultura |                                                              | Partito del Lavoro di Corea |
| Kim Il-guk             | Ministro della cultura fisica e degli sport |                                                              | Partito del Lavoro di Corea |
| Commissioni e comitati | |                                                              |                             |
|                        | Pak Jong-gun | Presidente del Comitato statale per la pianificazione        | Partito del Lavoro di Corea |
| Hwang Yong-bo          | Presidente del Comitato centrale coreano delle trasmissioni radiotelevisive                                                                            |                                                              | Partito del Lavoro di Corea |
| Ri Chung-gil           | Presidente della Commissione statale della scienze e della tecnologia                                                                                  |                                                              | Partito del Lavoro di Corea |
| Kim Sung-du            | Presidente della Commissione dell'educazione |                                                              | Partito del Lavoro di Corea |
| Altri membri           | |                                                              |                             |
|                        | Kim Sung-jin | Presidente dell'Accademia delle Scienze della Corea del Nord | Partito del Lavoro di Corea |
| Choe Song-hak          | Presidente della Banca Centrale della Corea del Nord                                                                                                   |                                                              | Partito del Lavoro di Corea |
| Ri Chol-san            | Direttore dell'Ufficio centrale statistico |                                                              | Partito del Lavoro di Corea |